# Miss Mundo 2023
Miss Mundo 2023, la 71.ª edición del concurso Miss Mundo, se llevó a cabo en el Centro de Convenciones Jio World de Bombay (India) el 9 de marzo de 2023.
Representantes provenientes de 112 países y territorios del mundo compitieron por el título en esta edición del concurso. Al final del evento, Miss Mundo 2021, Karolina Bielawska de Polonia, coronó como su sucesora a Krystyna Pyszková de República Checa. Elegida por un jurado de once personas, la ganadora, de 23 años, se convirtió en la segunda representante de su país en obtener el título de Miss Mundo, después de Taťána Kuchařová (Miss Mundo 2006).
El concurso fue presentado por Megan Young, Miss Mundo 2013, y Karan Johar. Shaan, Neha Kakkar, Tony Kakkar y Toni-Ann Singh, Miss Mundo 2019, se encargaron del entretenimiento.

## Antecedentes

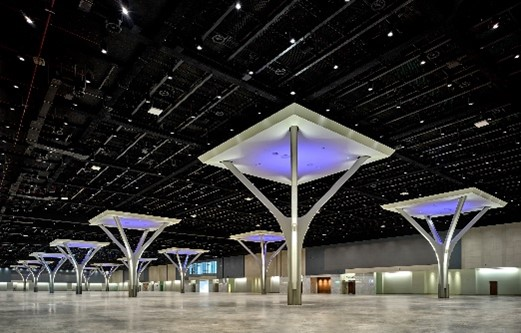
Centro de Convenciones Jio World, recinto sede de Miss Mundo 2023

### Sede y fecha
En octubre de 2022, el productor ejecutivo de la Organización Miss Mundo, Stephen Morley, anunció que aún estaban decidiendo si la 71.ª edición del concurso se llevaría a cabo en Japón, Polonia o Singapur. Posteriormente, representantes de la Organización Miss Mundo se reunieron con el ministro de Cultura, Comunidad y Juventud de Singapur, Edwin Tong, el 9 de noviembre de 2022 para discutir la posibilidad de llevar a cabo el concurso en Singapur.
El 13 de febrero de 2023, Julia Morley, presidenta de la Organización Miss Mundo, anunció que la competencia se llevaría a cabo en los Emiratos Árabes Unidos en mayo de 2023. Morley añadió: «Pronto se darán más detalles».
Cuatro meses después, el 8 de junio de 2023, la Organización Miss Mundo anunció que la competencia se llevaría a cabo en la India en lugar de los Emiratos Árabes Unidos, sin dar ninguna razón para el cambio de sede. Fue la segunda vez que el concurso se llevó a cabo en la India; la primera fue en 1996. A finales de agosto surgieron rumores de que la competencia se llevaría a cabo en Cachemira, pero Morley desmintió esas afirmaciones y declaró que la ubicación se definiría y anunciaría en una fecha posterior. El 28 de septiembre de 2023, la organización anunció que el concurso se llevaría a cabo el 16 de diciembre de 2023 en el centro de convenciones Yashobhoomi, Delhi. Posteriormente, se pospuso hasta el 2 de marzo de 2024 debido a las elecciones en la India.
El 19 de enero de 2024, la organización anunció que el concurso se llevaría a cabo el 9 de marzo de 2024 en el Centro de Convenciones Jio World de Bombay, y finalmente comenzó el 18 de febrero de 2024.

### Selección de candidatas

#### Reemplazos
Sovattey Sary, Miss Mundo Camboya 2021, fue reemplazada por Sreypich Teng, ya que su reinado había llegado a su fin. Lucy Thomson, Miss Escocia 2022, fue reemplazada por Chelsie Allison ya que su reinado había llegado a su fin. Judith Lachoua, Miss Mundo Guadalupe 2022, fue reemplazada por Marine Minos, ya que su reinado había llegado a su fin. Sin embargo, posteriormente Minos también fue reemplazada por Marie Hatchi por motivos no revelados. Daria Gapska, Miss Irlanda del Norte 2022, fue reemplazada por Kaitlyn Clarke, la titular reinante, ya que su reinado había llegado a su fin. Refiloe Lefothane, la primera finalista de Miss Lesoto 2022, debía representar a su país, pero no estuvo disponible debido a sus estudios, por lo tanto fue reemplazada por Poelano Mothisi, la primera finalista de Miss Lesoto 2021. Lucía Arellano fue coronada como la nueva Miss Mundo Perú 2022, reemplazando a Jennifer Barrantes, quien fue destituida por no cumplir con las obligaciones estipuladas en su contrato. Barrantes ha negado estas afirmaciones y declarado que ha habido un conflicto entre ella y la organización, lo que ha causado su retiro.
Ruan Yue, Miss Mundo China, fue despojada de su título por comportamiento «inapropiado», y fue reemplazada por Qin Zewen. Zewen también fue despojada del título por falsificar sus calificaciones educativas y laborales. China organizó un concurso extra para determinar a una nueva representante, con Ke Xu Xin como la nueva ganadora.

#### Debuts, regresos y retiros
Esta edición marcó el debut de Togo y los regresos de Alemania, Australia, Bangladés, Birmania, Croacia, Dinamarca, Etiopía, Grecia, Guatemala, Guyana, Kazajistán, Líbano, Liberia, Lesoto, Marruecos, Martinica, Montenegro, Nueva Zelanda, Rumania, Sierra Leona, Sudán del Sur, Tailandia y Zimbabue. Marruecos había competido por última vez en 1968; Liberia en 2017; Alemania, Líbano, Lesoto, Martinica y Zimbabue en 2018; mientras que los demás en 2019.
Albania, Armenia, las Bahamas, Guinea Ecuatorial, Islandia, Luxemburgo, Ruanda, Santa Lucía y San Martín se retiraron. Elona Ndrecaj reemplazó a Angela Tanuzi como Miss Mundo Albania por razones no reveladas. Sin embargo, Ndrecaj se retiró de la competencia debido a que tenía un pasaporte de Kosovo, que no es reconocido por la India. Léa Sevenig de Luxemburgo confirmó que ya no competiría debido a la cancelación de su concurso de belleza nacional. Divine Muheto de Ruanda también se retiró debido a la cancelación de su concurso de belleza nacional tras varias acusaciones de mala conducta por parte de la organización hacia las candidatas. Ashley Carrington de Barbados, Xaria Penn de las Islas Vírgenes Británicas y Phonevilai Luanglath de Laos se retiraron por razones no reveladas.

## Resultados

### Clasificación final
La ganadora, las finalistas, semifinalistas y cuartofinalistas son las siguientes candidatas:
| Posición                  | Candidata |
| ------------------------- | --- |
| Miss Mundo 2023           | - República Checa - Krystyna Pyszková |
| Primera finalista         | - Líbano - Yasmina Zaytoun |
| Finalistas (Top 4)        | - Botsuana - Lesego Chombo - Trinidad y Tobago - Aché Abrahams |
| Semifinalistas (Top 8)    | - Brasil - Letícia Frota - India - Sini Shetty - Inglaterra - Jessica Gagen - Uganda - Hannah Tumukunde |
| Semifinalistas (Top 12)   | - Australia - Kristen Wright - España - Paula Pérez - Mauricio - Liza Gundowry - República Dominicana - María Victoria Bayo |
| Cuartofinalistas (Top 40) | - Belice - Elise-Gayonne Vernon - Bélgica - Kedist Deltour - Camerún - Julia Edima - Canadá - Jaime VandenBerg - Croacia - Lucija Begić - Francia - Clémence Botino - Gales - Darcey Lauren Corria - Gibraltar - Faith Torres - Indonesia - Audrey Vanessa - Italia - Rebecca Arnone - Kenia - Chantou Kwamboka - Madagascar - Antsaly Rajoelina - Malasia - Wenanita Angang - Martinica - Axelle René - Nepal - Priyanka Joshi - Nigeria - Ada Eme - Nueva Zelanda - Navjot Kaur - Perú - Lucía Arellano - Puerto Rico - Elena Rivera - Somalia - Bahja Mohamoud - Sudáfrica - Claude Mashego - Sudán del Sur - Arek Albino - Tanzania - Halima Kopwe - Túnez - Nesrine Haffar - Turquía - Nursena Say - Ucrania - Sofia Shamia - Vietnam - Huỳnh Nguyễn Phương - Zimbabue - Nokutenda Marumbwa |

### Reinas continentales
Los títulos continentales se otorgaron a las candidatas que obtuvieron el puesto más alto en la final, aparte de la corona principal. Las ganadoras de los títulos son las siguientes candidatas:
| Continente | Candidata                           |
| ---------- | ----------------------------------- |
| África     | - Botsuana - Lesego Chombo          |
| América    | - Brasil - Leticía Frota            |
| Asia       | - Líbano - Yasmina Zaytoun          |
| Caribe     | - Trinidad y Tobago - Aché Abrahams |
| Europa     | - Inglaterra - Jessica Gagen        |
| Oceanía    | - Australia - Kristen Wright        |

## Desafíos

### Belleza con propósito
Las diez finalistas fueron anunciadas en vivo a través de lasel centro de convenciones  plataformas de redes sociales de Miss Mundo durante la 71.ª Cena de Gala Belleza con Propósito el 3 de marzo de 2024. Cuatro ganadoras continentales avanzaron al Top 40.
- Avanzó al Top 40 a través del desafío Belleza con propósito.

| Posición                        | Candidata                                            | Continente     |
| ------------------------------- | ---------------------------------------------------- | -------------- |
| Ganadora general                | - Brasil - Letícia Frota                             | América        |
| Top 4 (ganadoras continentales) |                                                      |                |
| - Uganda - Hannah Tumukunde     | África                                               |                |
| - Nepal - Priyanka Rani Joshi   | Asia y Oceanía                                       |                |
| - Ucrania - Sofia Shamia        | Europa                                               |                |
| Top 10                          | - Botsuana - Lesego Chombo - Tanzania - Halima Kopwe | África         |
| Top 10                          | - Trinidad y Tobago - Aché Abrahams                  | América        |
| Top 10                          | - Indonesia - Audrey Vanessa - Turquía - Nursena Say | Asia y Oceanía |
| Top 10                          | - República Checa - Krystyna Pyszková                | Europa         |

### DesafíoHead-to-Head
En lugar de competir en grupos, las candidatas crearon un video destacando un Objetivo de Desarrollo Sostenible de las Naciones Unidas. Luego, se seleccionaron veinticinco de las candidatas para competir en la ronda final en The Summit Room en Bharat Mandapam, Nueva Delhi, el 23 de febrero de 2024. Las cinco finalistas que ganaron automáticamente formarán parte del Top 40.
- Avanzaron al Top 40 a través del desafío Head-to-Head.

| Posición  | Candidata |
| --------- | --- |
| Ganadoras | - Botsuana - Lesego Chombo - Inglaterra - Jessica Gagen - Líbano - Yasmina Zaytoun - Nigeria - Ada Eme - Zimbabue - Nokutenda Marumbwa |
| Top 25    | - Australia - Kristen Wright - Bélgica - Kedist Deltour - Brasil - Letícia Frota - España - Paula Pérez - Estados Unidos - Victoria DiSorbo - Filipinas - Gwendolyne Fourniol - Gales - Darcey Corria - India - Sini Shetty - Indonesia - Audrey Vanessa - Irlanda - Ivanna McMahon - Irlanda del Norte - Kaitlyn Clarke - Kenia - Chantou Kwamboka - Madagascar - Antsaly Rajoelina - Malasia - Wenanita Angang - Nepal - Priyanka Rani Joshi - Puerto Rico - Elena Rivera - Sudáfrica - Claude Mashego - Tailandia - Tharina Botes - Trinidad y Tobago - Aché Abrahams - Vietnam - Huỳnh Nguyễn Mai Phương |

### Deportes
La ronda de clasificación del Sports Challenge se celebró el 22 de febrero de 2024 en el Thyagaraj Sports Complex, donde las candidatas compitieron en una prueba de pitidos. El 23 de febrero de 2024, se anunciaron treinta y dos candidatas para competir en la ronda final el 24 de febrero de 2024. Lucija Begić de Croacia ganó dicho desafío y se avanzó automáticamente al Top 40.
- Avanzó al Top 40 a través del desafío deportivo.

| Posición                     | Candidata | Candidata       |
| ---------------------------- | --- | --------------- |
| Ganadora                     | - Croacia - Lucija Begić | Equipo Azul     |
| Primera finalista            | - Chile - Ámbar Zenteno | Equipo Verde    |
| Segunda finalista            | - Perú - Lucía Arellano | Equipo Verde    |
| Finalistas de África         | - Botsuana - Lesego Chombo - Ghana - Miriam Xorlasi - Kenia - Chantou Kwamboka - Madagascar - Antsaly Rajoelina - Marruecos - Sonia Aït Mansour - Namibia - Leone van Jaarsveld - Sudáfrica - Claude Mashego - Sudán del Sur - Arek Abraham Albino | Equipo Amarillo |
| Finalistas de América        | - Canadá - Jaime Vandenberg - Guadalupe - Marie Hatchi - Guatemala - Marcela Miranda - Nicaragua - Mariela Cerros - Panamá - Kathleen Pérez - Uruguay - Tatiana Luna                                                                               | Equipo Verde    |
| Finalistas de Asia y Oceanía | - Australia - Kristen Wright - Corea del Sur - Lijin Kim - Filipinas - Gwendolyne Fourniol - Indonesia - Audrey Vanessa - Japón - Kana Yamaguchi - Mongolia - Bolor Bat-Erdene - Nepal - Priyanka Rani Joshi - Nueva Zelanda - Navjot Kaur         | Equipo Rojo     |
| Finalistas de Europa         | - Dinamarca - Johanne Grundt Hansen - Eslovaquia - Sophia Hrivňáková - Gales - Darcey Corria - Grecia - Samantha Misovic - Hungría - Boglárka Hacsi - Inglaterra - Jessica Gagen - Suecia - Stina Nordlander                                       | Equipo Azul     |

### Talento
Las veintitrés finalistas del concurso de talentos fueron anunciadas a través de las plataformas de redes sociales de Miss Mundo el 1 de marzo de 2024 Las catorce finales mostraron su talento durante la 71.ª Cena de Gala Belleza con un Propósito el 3 de marzo de 2024. Kaitlyn Clarke, de Irlanda del Norte, y Audrey Vanessa, de Indonesia, fueron las segundas finalistas, con Imen Mehrzi de Túnez avanzando al Top 40 como ganadora.
- Avanzó al Top 40 a través del desafío de talento.

| Posición      | Candidata |
| ------------- | --- |
| Ganadora      | - Túnez - Imen Mehrzi |
| 1.ª finalista | - Irlanda del Norte - Kaitlyn Clarke |
| 2.ª finalista | - Indonesia - Audrey Vanessa |
| Top 14        | - Botsuana - Lesego Chombo - Estonia - Adriana Mass - Gales - Darcey Corria - Gibraltar - Faith Torres - Guatemala - Marcela Miranda - Hungría - Boglárka Hacsi - India - Sini Shetty - Irlanda - Ivanna McMahon - Mongolia - Bolor Bat-Erdene - Países Bajos - Amber Koelewijn - Portugal - Catarina Ferreira |
| Top 23        | - España - Paula Pérez - Filipinas - Gwendolyne Fourniol - Finlandia - Adelaide Botty van den Bruele - Malta - Natalia Galea - Polonia - Krystyna Sokołowska - Puerto Rico - Elena Rivera - Rumania - Ada-Maria Ileana - Sudáfrica - Claude Mashego - Trinidad y Tobago - Aché Abrahams                        |

### Desafío Top Model
El desafío Top Model se llevó a cabo el 2 de marzo de 2024 en el Aurika Mumbai SkyCity. Las candidatas desfilaron con dos conjuntos en grupos continentales, antes de que se seleccionaran cinco finalistas de cada continente para avanzar. Entre las cinco finalistas de cada continente, se eligió una ganadora continental. A continuación se eligió una ganadora y una finalista entre las cuatro ganadoras continentales. Axelle René de Martinica fue elegida como ganadora, obteniendo un lugar en el Top 40. En el mismo evento también se anunciaron las ganadoras del Mejor Vestido de Diseñador.
- Avanzó al Top 40 a través del desafío Top Model.

| Posición          | Candidata | Continente                    |
| ----------------- | --- | ----------------------------- |
| Ganadora          | - Martinica - Axelle René                                                                                                | Ganadora - América y Caribe   |
| Primera finalista | - Turquía - Nursena Say                                                                                                  | Ganadora - Asia y Oceanía     |
| Finalistas        | - Botsuana - Lesego Chombo                                                                                               | Ganadora - África             |
| Finalistas        | - Eslovaquia - Sophia Hrivňáková                                                                                         | Ganadora - Europa             |
| Top 20            | - Ghana - Miriam Xorlasi - Nigeria - Ada Eme - Sudáfrica - Claude Mashego - Togo - Chimène Moladja                       | Finalistas - África           |
| Top 20            | - Brasil - Letícia Frota - Canadá - Jaime Vandenberg - Perú- Lucía Arellano - República Dominicana - María Victoria Bayo | Finalistas - América y Caribe |
| Top 20            | - Filipinas - Gwendolyne Fourniol - India - Sini Shetty - Indonesia - Audrey Vanessa - Líbano - Yasmina Zaytoun          | Finalistas - Asia y Oceanía   |
| Top 20            | - Bélgica - Kedist Deltour - Escocia - Chelsie Allison - Francia - Clémence Botino - República Checa - Krystyna Pyszková | Finalistas - Europa           |

#### Mejor Vestido de Diseñador
| Posición  | Candidata                             | Continente     |
| --------- | ------------------------------------- | -------------- |
| Ganadoras | - Etiopía - Rgat Afewerki Ybrah       | África         |
| Ganadoras | - Estados Unidos - Victoria DiSorbo   | América        |
| Ganadoras | - India - Sini Shetty                 | Asia y Oceanía |
| Ganadoras | - República Checa - Krystyna Pyszková | Europa         |

## El concurso

### Formato
En esta edición se han implementado varios cambios. Al igual que en 2019, el número de cuartofinalistas es de cuarenta. De estas, trece fueron ganadoras de los eventos y retos, mientras que las veintisiete restantes fueron seleccionadas por los jueces. Posteriormente, doce de las cuarenta cuartofinalistas fueron elegidas para una entrevista con los presentadores. De estas doce, se seleccionaron dos candidatas de cada una de las cuatro regiones continentales, quienes conformaron las ocho finalistas que compitieron en la ronda preliminar de preguntas y respuestas. Luego, una candidata de cada región continental fue seleccionada para que su proyecto de «Belleza con propósito» fuera evaluado por los inversores de Shark Tank India. Finalmente, se anunció la primera finalista y la nueva Miss Mundo entre las cuatro finalistas.

### Panel de jueces
El panel de jueces estuvo conformado por las siguientes once personas:
- Manushi Chhillar, Miss Mundo 2017 de la India
- Amruta Fadnavis, actriz y banquera india
- Pooja Hegde, actriz india
- Vineet Jain, empresario indio
- María Julia Mantilla, Miss Mundo 2004 de Perú
- Julia Morley, presidenta y directora ejecutiva de la Organización Miss Mundo
- Sajid Nadiadwala, escritor y productor de cine indio
- Jamil Saidi, empresario indio
- Kriti Sanon, actriz india
- Rajat Sharma, empresario y periodista indio
- Harbhajan Singh, exjugador de críquet y político indio

## Candidatas
112 candidatas compitieron por el título.
| País/Territorio      | Candidata                     | Edad | Residencia          |
| -------------------- | ----------------------------- | ---- | ------------------- |
| Alemania             | Aleksandra Modić              | 24   | Wetzlar             |
| Angola               | Florinda José                 | 21   | Benguela            |
| Argentina            | Mariela Fuchs                 | 21   | Misiones            |
| Australia            | Kristen Wright                | 24   | Victoria            |
| Bangladés            | Shammi Nila                   | 24   | Daca                |
| Bélgica              | Kedist Deltour                | 26   | Nazareth            |
| Belice               | Elise-Gayonne Vernon          | 21   | Biscayne            |
| Birmania             | Yoon Theint Theint Nway       | 19   | Naipyidó            |
| Bolivia              | Fernanda Rivero               | 21   | Trinidad            |
| Bosnia y Herzegovina | Anđela Gajić                  | 18   | Bania Luka          |
| Botsuana             | Lesego Chombo                 | 24   | Maun                |
| Brasil               | Letícia Frota                 | 20   | Manaus              |
| Bulgaria             | Ivana Sabeva                  | 16   | Sofía               |
| Camboya              | Sreypich Teng                 | 19   | Banteay Meanchey    |
| Camerún              | Julia Samantha Edima          | 27   | Ebolowa             |
| Canadá               | Jaime VandenBerg              | 25   | Lethbridge          |
| Chile                | Ámbar Zenteno                 | 27   | Santiago de Chile   |
| China                | Xu Kexin                      | 20   | Heilongjiang        |
| Colombia             | Camila Pinzón                 | 28   | Duitama             |
| Corea del Sur        | Kim Ri-jin                    | 23   | Incheon             |
| Costa de Marfil      | Mylène Djihony                | 25   | Dimbokro            |
| Costa Rica           | Krisly Salas                  | 24   | Alajuela            |
| Croacia              | Lucija Begić                  | 24   | Zagreb              |
| Curazao              | Nashaira Balentien            | 25   | Willemstad          |
| Dinamarca            | Johanne Grundt Hansen         | 22   | Næstved             |
| Ecuador              | Annie Zambrano                | 24   | Salinas             |
| El Salvador          | Andrea Aguilar                | 20   | San Salvador        |
| Escocia              | Chelsie Allison               | 23   | Dunfermline         |
| Eslovaquia           | Sophia Hrivňáková             | 22   | Banská Štiavnica    |
| Eslovenia            | Vida Milivojša                | 23   | Liubliana           |
| España               | Paula Pérez                   | 26   | Castellón           |
| Estados Unidos       | Victoria DiSorbo              | 25   | Pembroke Pines      |
| Estonia              | Adriana Mass                  | 22   | Pärnu               |
| Etiopía              | Rgat Afewerki Ybrah           | 23   | Adís Abeba          |
| Filipinas            | Gwendolyne Fourniol           | 22   | Himamaylan          |
| Finlandia            | Adelaide Botty van den Bruele | 27   | Sonkajärvi          |
| Francia              | Clémence Botino               | 26   | Baie-Mahault        |
| Gales                | Darcey Corria                 | 21   | Barry               |
| Ghana                | Miriam Xorlasi                | 22   | Battor              |
| Gibraltar            | Faith Torres                  | 21   | Gibraltar           |
| Grecia               | Samantha Misovic              | 19   | La Canea            |
| Guadalupe            | Marie Hatchi                  | 25   | Gourbeyre           |
| Guatemala            | Marcela Miranda               | 19   | Ciudad de Guatemala |
| Guinea               | Bamba Makia                   | 25   | Conakri             |
| Guinea-Bisáu         | Mirla Ferreira Dabó           | 26   | Bisáu               |
| Guyana               | Andrea King                   | 25   | Georgetown          |
| Haití                | Valierie Alcide               | 28   | Pétion-Ville        |
| Honduras             | Yelsin Almendárez             | 23   | Danlí               |
| Hungría              | Boglárka Hacsi                | 23   | Miskolc             |
| India                | Sini Shetty                   | 21   | Bombay              |
| Indonesia            | Audrey Vanessa Susilo         | 23   | Manado              |
| Inglaterra           | Jessica Gagen                 | 26   | Skelmersdale        |
| Irak                 | Balsam Hussein                | 27   | Bagdad              |
| Irlanda              | Ivanna McMahon                | 27   | Barefield           |
| Irlanda del Norte    | Kaitlyn Clarke                | 26   | Belfast             |
| Islas Caimán         | Leanni Tibbetts               | 25   | George Town         |
| Italia               | Rebecca Arnone                | 20   | Turín               |
| Jamaica              | Shanique Singh                | 25   | Kingston            |
| Japón                | Kana Yamaguchi                | 24   | Toyama              |
| Kazajistán           | Tomiris Kakimova              | 24   | Astaná              |
| Kenia                | Chantou Kwamboka              | 24   | Kisumu              |
| Lesoto               | Poelano Mothisi               | 23   | Maseru              |
| Líbano               | Yasmina Zaytoun               | 20   | Kfarchouba          |
| Liberia              | Verolyn Vonleh                | 21   | River Cess          |
| Macao                | Li Mengli                     | 25   | Henan               |
| Madagascar           | Antsaly Rajoelina             | 24   | Analamanga          |
| Malasia              | Wenanita Angang               | 27   | Kuala Penyu         |
| Malta                | Natalia Galea                 | 24   | Santa Venera        |
| Marruecos            | Sonia Aït Mansour             | 26   | Marrakech           |
| Martinica            | Axelle René                   | 22   | Le Robert           |
| Mauricio             | Liza Gundowry                 | 24   | Port Louis          |
| México               | Alejandra Díaz de León        | 25   | San Luis Potosí     |
| Moldavia             | Diana Spotarenko              | 20   | Gagaúzia            |
| Mongolia             | Bolor Bat-Erdene              | 23   | Ulán Bator          |
| Montenegro           | Andjela Vukadinovic           | 22   | Tivat               |
| Namibia              | Leoné van Jaarsveld           | 26   | Swakopmund          |
| Nepal                | Priyanka Rani Joshi           | 24   | Katmandú            |
| Nicaragua            | Mariela Cerros                | 25   | Ocotal              |
| Nigeria              | Ada Eme                       | 24   | Abiriba             |
| Noruega              | Andrea Farias                 | 20   | Kristiansand        |
| Nueva Zelanda        | Navjot Kaur                   | 27   | Auckland            |
| Países Bajos         | Amber Koelewijn               | 17   | Bunschoten          |
| Panamá               | Kathleen Pérez                | 22   | Changuinola         |
| Paraguay             | Dahiana Benítez Gatzke        | 21   | Encarnación         |
| Perú                 | Lucía Arellano                | 28   | Iquitos             |
| Polonia              | Krystyna Sokołowska           | 25   | Bialystok           |
| Portugal             | Catarina Ferreira             | 24   | Lisboa              |
| Puerto Rico          | Elena Rivera                  | 18   | Toa Baja            |
| República Checa      | Krystyna Pyszková             | 23   | Třinec              |
| República Dominicana | María Victoria Bayo           | 23   | Santo Domingo       |
| Rumania              | Ada-Maria Ileana              | 26   | Bucarest            |
| Senegal              | Fatou L'eau                   | 21   | Dakar               |
| Serbia               | Anja Radić                    | 20   | Belgrado            |
| Sierra Leona         | Daisy Abdulai                 | 22   | Freetown            |
| Singapur             | Oh Wei Qi                     | 23   | Singapur            |
| Somalia              | Bahja Mohamoud                | 22   | Beledweyne          |
| Sri Lanka            | Kavindi Nethmini              | 27   | Colombo             |
| Sudáfrica            | Claude Mashego                | 24   | Ehlanzeni           |
| Sudán del Sur        | Arek Abraham Albino           | 21   | Yuba                |
| Suecia               | Stina Nordlander              | 26   | Kramfors            |
| Tailandia            | Tharina Botes                 | 26   | Phuket              |
| Tanzania             | Halima Kopwe                  | 23   | Mtwara              |
| Togo                 | Chimène Moladja               | 24   | Lomé                |
| Trinidad y Tobago    | Aché Abrahams                 | 23   | Santa Cruz          |
| Túnez                | Nesrine Haffar                | 24   | Béni Khiar          |
| Turquía              | Nursena Say                   | 24   | Estambul            |
| Ucrania              | Sofia Shamia                  | 18   | Kyiv                |
| Uganda               | Hannah Karema Tumukunde       | 20   | Nakaseke            |
| Uruguay              | Tatiana Luna                  | 22   | Montevideo          |
| Venezuela            | Ariagny Daboín                | 27   | Maracay             |
| Vietnam              | Huỳnh Nguyễn Mai Phương       | 23   | Đồng Nai            |
| Zimbabue             | Nokutenda Marumbwa            | 20   | Bulawayo            |